# I 100 libri più influenti mai scritti
I 100 libri più influenti mai scritti: Storia del pensiero dall'antichità a oggi (The 100 Most Influential Books Ever Written: The History of Thought from Ancient Times to Today) è un saggio enciclopedico di storia intellettuale scritto da Martin Seymour-Smith (1928 - 1998), poeta, critico e biografo britannico.

## Lista cronologica
I cento libri più influenti secondo Seymour-Smith, elencati in un approssimativo ordine cronologico.
1. Libro dei Mutamenti (易經T, yì jīngP, I ChingW), tardo IX secolo a.C.
2. Testo ebraico, Antico Testamento, XIII secolo a.C. – IV secolo a.C.
3. Omero, Iliade (Ἰλιάς) e Odissea (Ὀδύσσεια), VIII secolo a.C. – VII secolo a.C.
4. Testo induista, Upaniṣad (उपनिषद्), VII secolo a.C. – VII secolo a.C.
5. Laozi, Daodejing (道德經T, 道德经S, Pinyin: Dàodéjīng, Wade-Giles: Tao Te Ching «Libro della via e della virtù»), III secolo a.C.
6. Testo dello Zoroastrismo, Avestā, III secolo a.C. – III secolo
7. Confucio, Dialoghi (論語T, 论语S Lún YǔP), V secolo a.C. – IV secolo a.C.
8. Tucidide, Guerra del Peloponneso (Περὶ τοῦ Πελοποννησίου πoλέμου), V secolo a.C.
9. Ippocrate, Corpus Hippocraticum, 400 a.C.
10. Aristotele, Corpus Aristotelicum, IV secolo a.C.
11. Erodoto, Storie (Ἱστορίαι), V secolo a.C.
12. Platone, La Repubblica (Πολιτεία), 380 a.C.
13. Euclide, Elementi (Στοιχεῖα), 280 a.C.
14. Dharma (धर्म), 252 a.C.
15. Publio Virgilio Marone, Eneide (Æneis), 19 a.C.
16. Tito Lucrezio Caro, De rerum natura, 55 a.C.
17. Filone di Alessandria, De allegoriis legum, I secolo
18. Nuovo Testamento, circa 50–100
19. Plutarco, Vite parallele (Βίοι Παράλληλοι), 120
20. Publio Cornelio Tacito, Annales, 120
21. Valentino, Vangelo della Verità, II secolo
22. Marco Aurelio, Colloqui con sé stesso (Τὰ εἰς ἑαυτόν), 167
23. Sesto Empirico, Lineamenti pirroniani (Pyrrhoneae Hypotyposes), 150–210
24. Plotino, Enneadi (Ἐννεάδες), III secolo
25. Agostino d'Ippona, Confessioni (Confessionum libri XIII), 400
26. Corano (in arabo القرآن‎?, al-Qurʾān), VII secolo
27. Mosè Maimonide, La guida dei perplessi (in ebraico מורה נבוכים‎? Moreh Nevukhim), 1190
28. Cabala, XII secolo
29. Tommaso d'Aquino, Summa Theologiae, 1266–1273
30. Dante Alighieri, Divina Commedia, 1321
31. Erasmo da Rotterdam, Elogio della follia (Stultitiæ Laus), 1509
32. Niccolò Machiavelli, Il Principe, 1532
33. Martin Lutero, La cattività babilonese della chiesa (De captivitate babylonica ecclesiae), 1520
34. François Rabelais, Gargantua e Pantagruel (La vie de Gargantua et de Pantagruel), 1534 e 1532
35. Giovanni Calvino, Istituzione della religione cristiana (Institutio christianae religionis), 1536
36. Niccolò Copernico, De revolutionibus orbium coelestium, 1543
37. Michel de Montaigne, Saggi (Essais), 1580
38. Miguel de Cervantes, Don Chisciotte (El ingenioso hidalgo don Quijote de la Mancha), 1605 e 1615
39. Giovanni Keplero, Harmonices Mundi, 1619
40. Francesco Bacone, Novum Organum, 1620
41. William Shakespeare, First Folio, 1623
42. Galileo Galilei, Dialogo sopra i due massimi sistemi del mondo, 1632
43. Rene Descartes, Discorso sul metodo (Discours de la méthode), 1637
44. Thomas Hobbes, Leviatano (Leviathan), 1651
45. Gottfried Wilhelm von Leibniz, Opere, 1663–1716
46. Blaise Pascal, Pensieri (Pensées), 1670
47. Baruch Spinoza, Etica dimostrata con metodo geometrico (Ethica ordine geometrico demonstrata), 1677
48. John Bunyan, Il pellegrinaggio del cristiano (The Pilgrim's Progress from This World to That Which Is to Come), 1678–1684
49. Isaac Newton, Philosophiae Naturalis Principia Mathematica, 1687
50. John Locke, Saggio sull'intelletto umano (An Essay Concerning Human Understanding), 1689
51. George Berkeley, Trattato sui principi della conoscenza umana (Treatise concerning the Principles of Human Knowlege), 1710, modificato 1734
52. Giambattista Vico, La scienza nuova, 1725, modificato 1744
53. David Hume, Trattato sulla natura umana (A Treatise of Human Nature), 1739–1740
54. Denis Diderot, Encyclopédie, 1751–1772
55. Samuel Johnson, A Dictionary of the English Language, 1755
56. Voltaire, Candido (Candide, ou l'Optimisme), 1759
57. Thomas Paine, Senso comune (Common Sense), 1776
58. Adam Smith, La ricchezza delle nazioni (An Inquiry into the Nature and Causes of the Wealth of Nations), 1776
59. Edward Gibbon, Declino e caduta dell'Impero romano (The History of the Decline and Fall of the Roman Empire), 1776–1787
60. Immanuel Kant, Critica della ragion pura (Kritik der reinen Vernunft), 1781, modificato 1787
61. Jean-Jacques Rousseau, Le confessioni (Les Confessions), 1781
62. Edmund Burke, Riflessioni sulla Rivoluzione in Francia (Reflections on the Revolution in France), 1790
63. Mary Wollstonecraft, Rivendicazione dei diritti della donna (A Vindication of the Rights of Woman), 1792
64. William Godwin, Giustizia politica (An Enquiry Concerning Political Justice), 1793
65. Thomas Robert Malthus, Saggio sul principio di popolazione (An Essay on the Principle of Population), 1798, modificato 1803
66. Georg Wilhelm Friedrich Hegel, Fenomenologia dello spirito (Phänomenologie des Geistes), 1807
67. Arthur Schopenhauer, Il mondo come volontà e rappresentazione (Die Welt als Wille und Vorstellung), 1819
68. Auguste Comte, Corso di filosofia positiva (Cours de philosophie positive), 1830–1842
69. Carl von Clausewitz, Della guerra (Vom Kriege), 1832
70. Søren Kierkegaard, Aut-Aut (Enten-Eller), 1843
71. Karl Marx e Friedrich Engels, Manifesto del Partito Comunista (Manifest der Kommunistischen Partei), 1848
72. Henry David Thoreau, Disobbedienza civile (Civil Disobedience), 1849
73. Charles Darwin, L'origine delle specie (On the Origin of Species by Means of Natural Selection, or the Preservation of Favoured Races in the Struggle for Life), 1859
74. John Stuart Mill, Saggio sulla libertà (On Liberty), 1859
75. Herbert Spencer, I princìpi primi (First Principles), 1862
76. Gregor Mendel, Saggi sugli ibridi vegetali (Versuche über Pflanzenhybriden), 1866
77. Lev Tolstoj, Guerra e pace (Война и миръ), 1868–1869
78. James Clerk Maxwell, Trattato sull'elettricità e il magnetismo (Treatise on Electricity and Magnetism), 1873
79. Friedrich Nietzsche, Così parlò Zarathustra (Also sprach Zarathustra. Ein Buch für Alle und Keinen), 1883–1885
80. Sigmund Freud, L'interpretazione dei sogni (Die Traumdeutung), 1900
81. William James, Pragmatismo (Pragmatism: A New Name for Some Old Ways of Thinking), 1908
82. Albert Einstein , Teoria della relatività, 1916
83. Vilfredo Pareto, Trattato di sociologia generale, 1916
84. Carl Gustav Jung, Tipi psicologici (Psychologische Typen), 1921
85. Martin Buber, Io e tu (Ich und Du), 1923
86. Franz Kafka, Il processo (Der Prozess), 1925
87. Karl Popper, Logica della scoperta scientifica (Logik der Forschung), 1934
88. John Maynard Keynes, Teoria generale dell'occupazione, dell'interesse e della moneta (The General Theory of Employment, Interest and Money), 1936
89. Jean-Paul Sartre , L'essere e il nulla (L'Être et le néant: Essai d'ontologie phénoménologique), 1943
90. Friedrich von Hayek , La via della schiavitù (The Road to Serfdom), 1944
91. Simone de Beauvoir, Il secondo sesso (Le Deuxième Sexe), 1948
92. Norbert Wiener, La cibernetica: Controllo e comunicazione nell'animale e nella macchina (Cybernetics: or Control and Communication in the Animal and the Machine), 1948, modificato 1961
93. George Orwell, 1984, 1949
94. Georges Ivanovič Gurdjieff, I racconti di Belzebù a suo nipote (Рассказы Вельзевула своему внуку), 1950
95. Ludwig Wittgenstein, Ricerche filosofiche (Philosophische Untersuchungen), 1953
96. Noam Chomsky, Le strutture della sintassi (Syntactic Structures), 1957
97. Thomas Kuhn, La struttura delle rivoluzioni scientifiche (The Structure of Scientific Revolutions), 1962, modificato 1970
98. Betty Friedan, La mistica della femminilità (The Feminine Mystique), 1963
99. Mao Tse-tung, Libretto Rosso (毛主席语录), 1966
100. Burrhus Skinner, Oltre la libertà e la dignità (Beyond Freedom and Dignity), 1971,